# Lago Luckower
El lago Luckower (en alemán: Luckowersee) es un lago situado en el distrito de Ludwigslust-Parchim, en el estado de Mecklemburgo-Pomerania Occidental (Alemania), a una altitud de 9.9 metros; tiene un área de 43.5 hectáreas.